# لافونزا بتلر
لافونزا رومانيك بتلر /ləˈfɔːnzə/ lə-FON-zə مواليد 11 مايو 1979) هي سياسية أمريكية تشغل منصب عضو مجلس الشيوخ الأمريكي عن ولاية كاليفورنيا منذ سنة 2023. بدأت حياتها المهنية كمنظمة نقابية ، وشغلت منصب رئيس مجلس ولاية كاليفورنيا SEIU من عام 2013 إلى عام 2018. هي عضو في الحزب الديمقراطي ، وكانت رئيسة قائمة إميلي من عام 2021 إلى عام 2023 ووصية على جامعة كاليفورنيا من عام 2018 إلى عام 2021.
في 1 تشرين الأول 2023، اختار حاكم ولاية كاليفورنيا جافين نيوسوم بتلر لملء مقعد مجلس الشيوخ الأمريكي الذي أصبح شاغرًا بسبب وفاة ديان فينشتاين . 

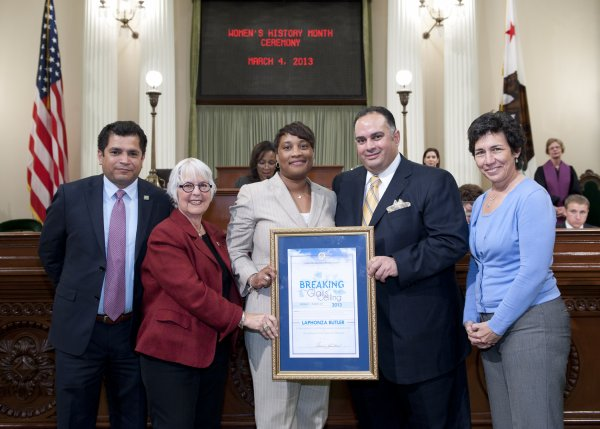
بتلر (في الوسط) مع أعضاء مجلس الولاية ، 2013

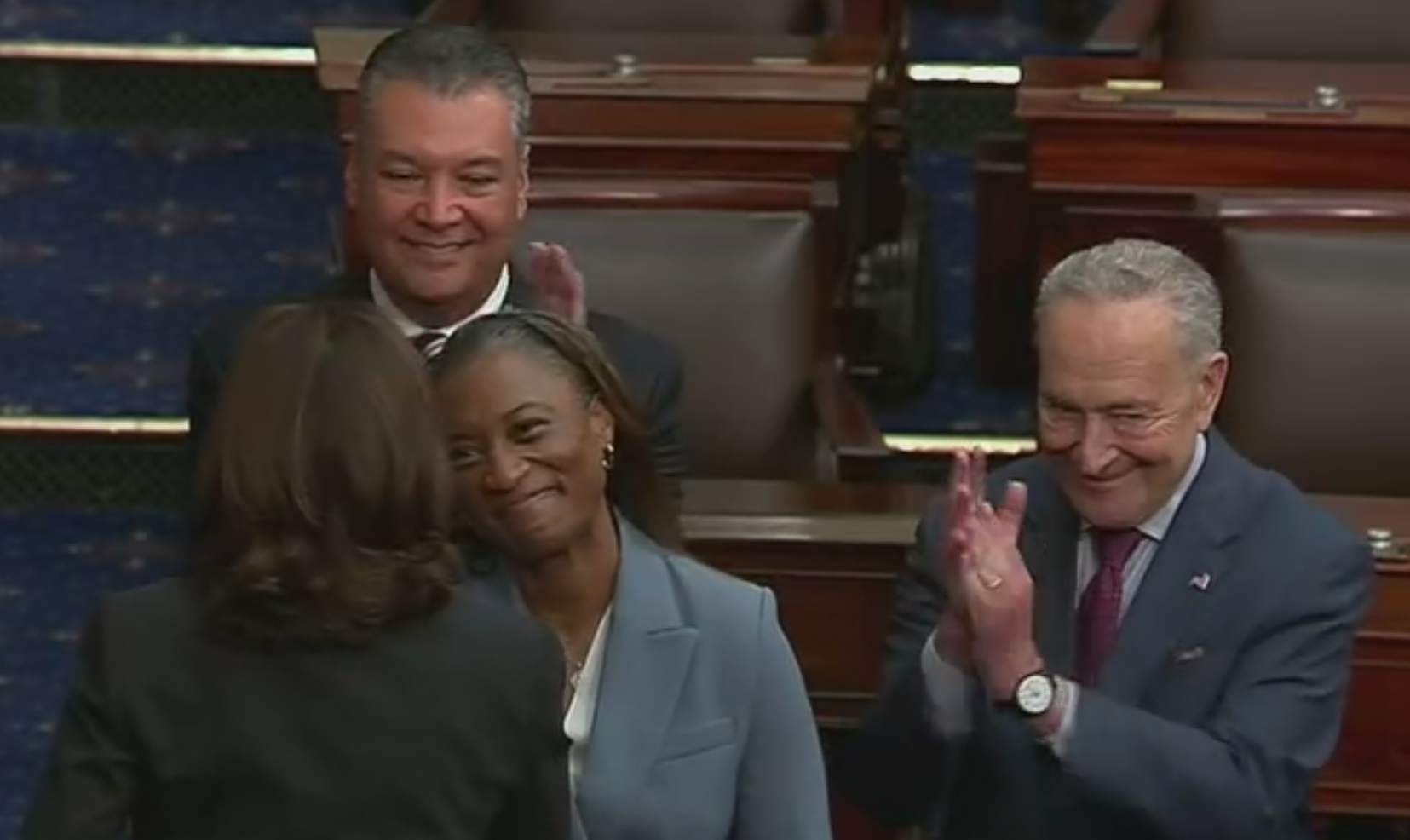
يؤدي بتلر اليمين الدستورية في مجلس الشيوخ في 3 أكتوبر 2023 أمام نائب الرئيس كامالا هاريس، بينما ينظر زميله السيناتور عن ولاية كاليفورنيا أليكس باديلا وزعيم الأغلبية تشاك شومر.

## أنظر أيضا
- قائمة أعضاء مجلس الشيوخ الأمريكي من أصل أفريقي
- المرأة في مجلس الشيوخ الأمريكي

## روابط خارجية
| مجلس الشيوخ الأمريكي                      | مجلس الشيوخ الأمريكي | مجلس الشيوخ الأمريكي |
| ----------------------------------------- | -------------------- | -------------------- |
| سبقه                                      | '                    | الحالي               |
| ترتيب الأسبقية للولايات المتحد (احتفالية) |                      |                      |
| سبقه                                      | '                    | تبعه                 |
| سبقه                                      | '                    | {{{reason}}}         |